# Wolmar von Wrangel
Wolmar von Wrangel (* 1634 in Livland; † 5. Januar 1685 in Berlin) war ein kurbrandenburgischer Oberst und Regimentskommandeur.

## Leben
Wolmar von Wrangel, ein gebürtiger Livländer und Angehöriger des namhaften Adelsgeschlechts der Wrangel, begab sich als junger Mann in brandenburgische Dienste. Er nahm am Schwedisch-Brandenburgischen Krieg teil und befehligte 1678 ein Bataillon der Garde bei der Landung auf Rügen. Nach 30 Jahren Dienstzeit avancierte er am 6. Oktober 1679 zum Oberst und Kommandeur des Leib-Garde-Infanterie-Regiments (Nr. 1). Diese Stellung behielt er bis ins Jahr 1684. Er war aber darüber hinaus auch Kommandant von Berlin.
Für geleistete Dienste wurde Wrangel vom Großen Kurfürsten am 23. September 1676 mit dem Wolffradtschen Gut Lüssow in Vorpommern dotiert. Lüssow muss jedoch bald an die Familie von Wolffradt zurückgefallen sein, denn diese sollen es von 1670 bis 1841 durchgängig im Besitz gehabt haben. 1679 erwarb er käuflich vom Rittmeister Johann Tiefenbach das märkische Gut Börnicke. Dort begann er als Gutsherr und Kirchenpatron damit, die Hüfner- und Kossätenstellen wieder zu besetzen, ließ 1680 die Dorfkirche renovieren und die Apostelbilder auf dem Altargestühl in der Dorfkirche, die heute noch erhalten sind, anfertigen. Ihm war es auch zu verdanken, dass auf dem Anger die Dorfkinder in einem Fachwerkhaus (der heutigen Dorfstraße 3) unterrichtet wurden. Schließlich erfolgte auch seine Beisetzung in der Kirche.
Aus seiner Ehe mit Anna Hellevarst von Berbeche, († 1687), welche neben ihm in der Dorfkirche zur Ruhe gebettet wurde, sind eine Tochter Juliane Eleonore (1667–1692) und ein jung verstorbener Sohn, Friedrich Wilhelm von Wrangel (*/† 1686) hervorgegangen. Die Tochter war die erste Gattin des kurbrandenburgischen Oberkammerjunkers, Dompropstes zu Kolberg und Amtshauptmanns im Kloster Marienfließ Georg Christoph von Wachholtz (1646–1716), welcher auch Erbe zu Börnicke war und selbiges an Johann Stephan von Barfus verkaufte.